# Schönebeck (Elbe)
Schönebeck (Elbe) is een stad in de Duitse deelstaat Saksen-Anhalt, gelegen in de Landkreis Salzlandkreis. De stad telt 30.387 inwoners. De stad ligt aan de rivier de Elbe, ongeveer tien kilometer ten zuiden van de stad Maagdenburg.

## Indeling gemeente
De volgende Ortsteile maken deel uit van de gemeente:
- Bad Salzelmen
- Elbenau
- Felgeleben
- Frohse
- Grünewalde
- Plötzky
- Pretzien
- Ranies
- Schönebeck
- Sachsenland

## Monumenten
- Sint-Johanneskerk
- Sint-Jacobikerk

## Stedenbanden
- Pardubice (Tsjechië)

## Geboren
- Wolfgang Steinbach (1954), voetballer en voetbalcoach

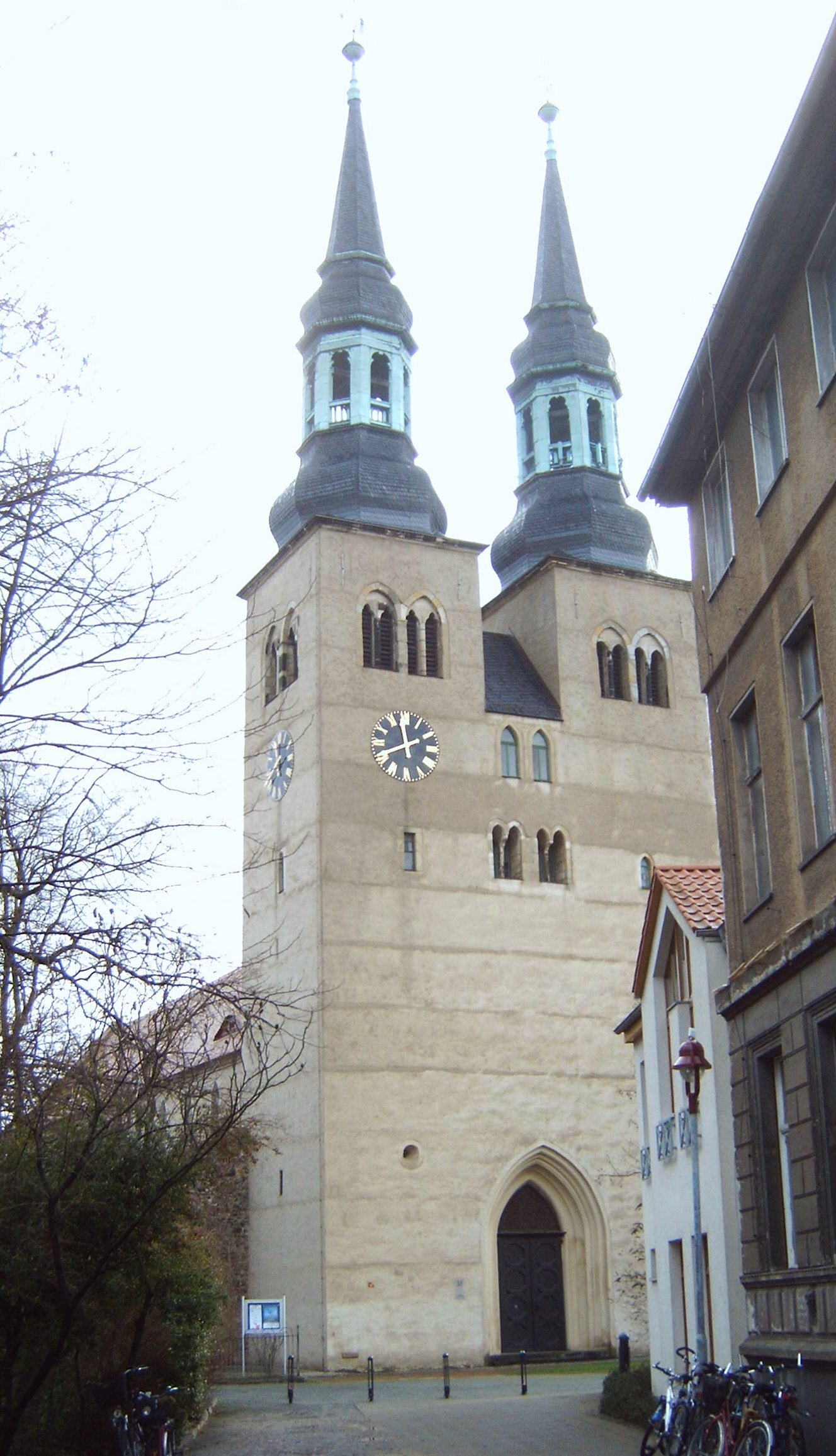
Sankt-Jakobi-Kirche

Alsleben (Saale) ·
Aschersleben ·
Barby ·
Bernburg (Saale) ·
Bördeaue ·
Börde-Hakel ·
Bördeland ·
Borne ·
Calbe (Saale) ·
Egeln ·
Giersleben ·
Güsten ·
Hecklingen ·
Ilberstedt ·
Könnern ·
Nienburg (Saale) ·
Plötzkau ·
Schönebeck ·
Seeland ·
Staßfurt ·
Wolmirsleben